# (73826) 1995 YX4
(73826) 1995 YX4 – planetoida z pasa głównego asteroid okrążająca Słońce w ciągu 4,02 lat w średniej odległości 2,53 j.a. Odkryta 16 grudnia 1995 roku.